# 스멘크카레
스멘크카레 또는 스멘카레(Smenkhkare)는 이집트 제18왕조의 군주이다. 아크나톤을 이은 왕으로, 아크나톤의 아들 또는 아멘호테프 3세의 아들로 여겨진다.
그에 대해 알려진 기록은 거의 없으며, KV55호에 매장된 한 남성의 미라는 한 때 그의 것으로 추정되었지만 최근의 연구결과 아크나톤의 것으로 밝혀진 바가 있다.
또한 그의 왕비로 알려진 메리타톤은 아케나텐과 네페르티티의 딸이며, 안케세나멘의 친언니였다.
일설에 의하면 그는 남자가 아니라 여자라는 주장도 있다. 그리고 일부학자들은 스멘크카레와 네프루네프루 아텐을 모두 한 인물인 네페르티티를 지칭하는 것이라고 주장하기도 한다.
| 전임 아크나톤 | 이집트 제18왕조의 파라오 기원전 1336년 ~ 기원전 1334년 | 후임 네페르티티 |